# Liu Xiaobo (sportiv)
Liu Xiaobo (n. 16 ianuarie 1984, Beijing, Republica Populară Chineză) este un taekwondist ce a reprezentat Republica Populară Chineză, medaliat olimpic. A participat la 2 ediții ale Jocurilor Olimpice (2008, 2012) în care a câștigat o medalie de bronz.